# Marijke Veugelers
Elisabeth Marijke Veugelers (Kobe, Japan, 1 december 1952) is een Nederlandse actrice.
In 1987 won Veugelers een Gouden Kalf voor de rol van Karin de Bruin in de film Van geluk gesproken. In de Veronica-serie Spijkerhoek speelde zij de rol van Anke Chaiavelli (1989 t/m 1991).
Gastrollen speelde Veugelers in onder andere Coverstory, Baantjer en Wildschut en De Vries. In 1996 speelde ze de rol van Lientje de Vries in de door Marjan Berk geschreven RTL 4-serie De Winkel.
Ook is Veugelers te zien in de films De Schorpioen, Ei, Nynke, De nacht van Aalbers en 06/05.